# Effictio
Een effictio is een stijlfiguur waarin het (gehele) lichaam, meestal van kop tot teen, van een bepaald persoon in detail wordt beschreven.
Voorbeeld
Het was een kleine, licht kalende man met iets te veel overgewicht. Zijn wangen en neus waren rood - het soort rood dat men vaker ziet bij personen die graag in kroegen komen. Hij droeg een tweed jasje dat eens groen moet zijn geweest, met een bijpassende broek en schoenen.